# Oleksandr Jakovenko
Oleksandr Pavlovytj Jakovenko, född 23 juni 1987 i Kiev i Ukrainska SSR i Sovjetunionen, är en ukrainsk före detta fotbollsspelare (mittfältare). Han spelade senast för Dynamo Kiev. Jakovenko har tidigare representerat bland andra klubbarna Genk, Anderlecht och Fiorentina.